# Sugarkhal
Sugarkhal (nep. सुगरखाल) – gaun wikas samiti w zachodniej części Nepalu w strefie Seti w dystrykcie Kailali. Według nepalskiego spisu powszechnego z 2001 roku liczył on 2136 gospodarstw domowych i 12762 mieszkańców (6308 kobiet i 6454 mężczyzn).